# Historiekanon
Historiekanon er betegnelsen for en liste af af emner, der er obligatoriske for historieundervisningen i folkeskolen.
Den oprindelige liste blev udarbejdet i 2006 af Udvalget til styrkelse af historie i folkeskolen, der var nedsat af VK-regeringen i forbindelse med, at historefaget blev gjort til prøvefag og tilført flere undervisningstimer. Listen blev i 2009 med få ændringer optaget i Fælles Mål.
Fælles Mål blev justeret i 2023, hvor emnet Nordatlanten og rigsfællesskabet blev tilføjet. Samtidig blev emnet Augustoprøret og Jødeaktionen 1943 udvidet til udtrykkeligt at omfatte holocaust.

## Kanonens emner
- Ertebøllekulturen
- Tutankhamon
- Solvognen
- Kejser Augustus
- Jellingstenen
- Absalon
- Kalmarunionen
- Christoffer Columbus
- Reformationen
- Christian 4.
- Den westfalske fred
- Statskuppet 1660
- Stavnsbåndets ophævelse
- Stormen på Bastillen
- Ophævelse af slavehandlen
- Københavns bombardement
- Grundloven 1849
- Stormen på Dybbøl 1864 (i den oprindelige liste benævnt Slaget ved Dybbøl)
- Slaget på Fælleden
- Systemskiftet 1901 (tilføjet i 2009 ved optagelsen i Fælles Mål)
- Kvinders valgret
- Genforeningen
- Kanslergadeforliget
- Holocaust, jødeaktionen og augustoprøret i 1943 (i den oprindelige liste benævnt blot 29. august 1943, og i Fælles Mål frem til 2023 benævnt Augustoprøret og Jødeaktionen 1943)
- FN's Verdenserklæring om Menneskerettighederne
- Energikrisen 1973
- Murens fald
- Maastricht 1992
- Nordatlanten og rigsfællesskabet (tilføjet 2023)
- 11. september 2001
- Globalisering (optrådte på den oprindelige liste men blev ikke optaget i Fælles Mål)

## Kritik af historiekanonen
En række historikere har kritiseret kanonlisten. Kritikken går blandt andet på at listen indeholder væsentlige mangler, såsom f.eks. udeladelsen af holocaust og den russiske revolution.
Historikeren Bernard Eric Jensen har udtalt, at historiekanonen bærer præg af politisk retning, eftersom at der ingen steder markeres, at Danmark er blevet et samfund, der kan betegnes som et flerkulturelt samfund, og at der i stedet for at fremhæve Danmarks indtræden i EF i 1973 vælges energikrisen samme år.
I en kronik i dagbladet Politiken 8. november 2008 kritiserer lektor i historie Søren Rønhede desuden listens faglighed. Han fremkommer med flere eksempler, blandt andet at stavnsbåndet ikke blev ophævet i 1788, at Nordslesvigs forening med Danmark i 1920 ikke var en genforening og at Samarbejdspolitikken ikke blev ophævet 29. august 1943.

## Ekstern henvisning
- "Rapport fra Udvalget til styrkelse af historie i folkeskolen" (PDF). juni 2006.
- "Bekendtgørelse om formål, kompetencemål, færdigheds- og vidensområder og opmærksomhedspunkter for folkeskolens fag og emner (Fælles Mål)". 19. august 2020.
- "Bekendtgørelse om formål, kompetencemål, færdigheds- og vidensområder og opmærksomhedspunkter for folkeskolens fag og emner (Fælles Mål)". 7. juni 2023.